# Pauline de La Ferronnays
Pauline de La Ferronnays, par son mariage, Mrs Augustus Craven, est une femme de lettres française née le 12 avril 1808 à Londres et morte le 1er avril 1891 à Paris.

## Biographie
Fille de Pierre-Louis-Auguste Ferron, comte de La Ferronnays, ambassadeur de France, pair de France et ministre des Affaires étrangères de Charles X, mariée à un diplomate britannique, Augustus Craven (fils de Keppel Craven), elle est l'auteur de nombreux essais historiques, d'études de mœurs et d'études religieuses, notamment Récit d'une sœur, souvenirs de famille (1866). Ce livre, composé par Pauline de La Ferronnays d'après des documents de famille connut un succès comparable au Journal d'Eugénie de Guérin et fut réimprimé plus de vingt fois entre 1866 et 1883.

## Œuvres
- Un mot de vérité sur la vie religieuse des femmes  (1855)
- Récit d'une sœur, souvenirs de famille  (1866)
- Adélaïde Capece Minutolo  (1869)
- Fleurange  (1872)
- Pèlerinage de Paray-le-Monial  (1873)
- Le Mot de l'énigme  (1874)
- Deux Incidents de la question catholique en Angleterre  (1875)
- Le Comte de Montalembert  (1875)
- Anne Severin  (1876)
- La Marquise de Mun  (1877)
- La Sœur Natalie Narischkin, fille de la charité de Saint-Vincent-de-Paul  (1877)
- Le Travail d'une âme  (1877)
- Réminiscences, souvenirs d'Angleterre et d'Italie  (1879)
- La Jeunesse de Fanny Kemble  (1880)
- Une Année de méditations  (1881)
- Éliane  (1882)
- Le Valbriant  (1886)
- Lady Georgiana Fullerton, sa vie et ses œuvres  (1888)
- Le Père Damien  (1890)